# Corneodesmosin
Corneodesmosin‏ (Corneodesmosin) هوَ بروتين يُشَفر بواسطة جين Corneodesmosin في الإنسان.